# Joop Wildbret
Johannes Gerardus (Joop) Wildbret (Amsterdam, 9 september 1946) is een voormalig Nederlands voetballer, die zowel op het middenveld als in de verdediging speelde.
Wildbret maakte in seizoen 1966/67 zijn Eredivisiedebuut voor DWS. Hij kwam van 1967 tot 1969 uit voor Blauw-Wit en vanaf 1969 voor HVC uit Amersfoort. In juni 1971 werd hij voor 75.000 gulden getransfereerd naar FC Twente. Voor deze ploeg speelde hij in seizoen 1971/72 zeventien competitieduels. Na een seizoen voor FC Den Bosch te zijn uitgekomen, tekende hij in 1973 voor AZ'67. Hoewel hij reeds 27 was, kwam hij in 1973 en 1974 enkele keren als dispensatiespeler uit voor Jong Oranje.
In drie seizoenen speelde Wildbret ruim tachtig competitieduels voor AZ, waarin hij twee keer scoorde. Bij de Alkmaarse club speelde Wildbret samen met onder meer Kees Kist, Kristen Nygaard, Bobby Vosmaer, Ronald Spelbos en Hugo Hovenkamp. In 1976 was hij onderdeel van een spelersruil tussen AZ en HFC Haarlem, waarbij de jonge John Metgod naar AZ overging en onder andere Wildbret naar Haarlem. Hij speelde twee seizoenen voor Haarlem en tekende vervolgens in 1978 een contract bij FC Utrecht, waar hij samenspeelde met onder meer Hans van Breukelen, Gerard Tervoort, Ton de Kruijk, Ton du Chatinier, Henk van der Vlag, Jan van Staa, Marco Cabo, Willem van Hanegem, Gerard van der Lem, Koos van Tamelen, Jan van den Akker, Frans Adelaar, Jan Wouters, Gert Kruys, Willy Carbo, Ben Rietveld en Leo van Veen. Half 1981 vertrok hij naar Seiko Hong Kong, waar achtereenvolgens George Knobel en Bert Jacobs de trainers waren. Tijdens zijn verblijf in Hongkong kwam hij in Nederland in opspraak wegens een zwartgeldaffaire bij FC Utrecht. Wegens belastingontduiking van ruim 28.000 gulden tussen 1979 en 1981 kreeg hij in 1984 twee weken voorwaardelijke gevangenisstraf opgelegd. Na een kortstondige trainerscarrière, waarin hij even assistent was van Bert Jacobs bij FC Volendam woont Wildbret alweer geruime tijd in de Spaanse badplaats Calafell.